# Wiszniów (rejon kowelski)
Wiszniów (ukr. Ви́шнів) – wieś na Ukrainie w rejonie kowelskim, w obwodzie wołyńskim. 
Pierwsze wzmianki o miejscowości pochodzą z 1520 roku. We wsi znajduje się cerkiew św. Kosmy i Damiana z 1860 roku.
Wiszniow był wsią starostwa lubomelskiego w 1570 roku. W II Rzeczypospolitej miejscowość wchodziła w skład gminy wiejskiej Luboml w powiecie lubomelskim województwa wołyńskiego. Do II wojny światowej w pobliżu miejscowości znajdowała się wieś Podstawie.
Jesienią 1942 roku, podczas okupacji niemieckiej, mieszkająca tutaj ukraińska rodzina Switiaszczuków przez miesiąc ukrywała czworo Żydów. Później Żydzi dołączyli do oddziału sowieckiej partyzantki, w czym pomógł im Iwan Switiaszczuk. W 1992 roku Instytut Jad Waszem uhonorował pośmiertnie tytułami Sprawiedliwych wśród Narodów Świata Iwana Switiaszczuka i jego żonę Mariję.
Do 2020 w rejonie lubomelskim.